# Canton de Solre-le-Château
Le canton de Solre-le-Château est une ancienne division administrative française, située dans le département du Nord et la région Nord-Pas-de-Calais.
À la suite du redécoupage cantonal de 2014, le canton est supprimé.

## Composition
Le canton de Solre-le-Château regroupait les 16 communes suivantes :
| Nom                          | Code Insee | Codepostal | Superficie (km2) | Population (dernière pop. légale) | Densité (hab./km2) |
| ---------------------------- | ---------- | ---------- | ---------------- | --------------------------------- | ------------------ |
| Solre-le-Château (chef-lieu) | 59572      | 59740      | 13,76            | 1 804 (2012)                      | 131                |
| Aibes                        | 59003      | 59149      | 9,23             | 376 (2012)                        | 41                 |
| Beaurieux                    | 59062      | 59740      | 7,39             | 166 (2012)                        | 22                 |
| Bérelles                     | 59066      | 59740      | 5,78             | 170 (2012)                        | 29                 |
| Bousignies-sur-Roc           | 59101      | 59149      | 12,14            | 434 (2012)                        | 36                 |
| Choisies                     | 59147      | 59740      | 2,51             | 65 (2012)                         | 26                 |
| Clairfayts                   | 59148      | 59740      | 7,53             | 369 (2012)                        | 49                 |
| Cousolre                     | 59157      | 59149      | 20,98            | 2 355 (2012)                      | 112                |
| Dimechaux                    | 59174      | 59740      | 4,85             | 360 (2012)                        | 74                 |
| Dimont                       | 59175      | 59216      | 7,49             | 324 (2012)                        | 43                 |
| Eccles                       | 59186      | 59740      | 3,54             | 96 (2012)                         | 27                 |
| Hestrud                      | 59306      | 59740      | 6,09             | 300 (2012)                        | 49                 |
| Lez-Fontaine                 | 59342      | 59740      | 4,51             | 231 (2012)                        | 51                 |
| Liessies                     | 59347      | 59740      | 17,60            | 541 (2012)                        | 31                 |
| Sars-Poteries                | 59555      | 59216      | 7,88             | 1 509 (2012)                      | 191                |
| Solrinnes                    | 59573      | 59740      | 5,42             | 132 (2012)                        | 24                 |

## Histoire

### conseillers généraux de 1833 à 2015
De 1833 à 1848, les cantons de Solre et de Trélon avaient le même conseiller général. Le nombre de conseillers généraux était limité à 30 par département.
| Période               | Identité                              | Parti            | Qualité                                                                                                  |
| --------------------- | ------------------------------------- | ---------------- | --- |
| 1833-1848             | Hector George                         |                  | Propriétaire, juge de paix, adjoint au maire d'Avesnes                                                   |
| 1848-1852             | Louis François Joseph Sauvaige-Fretin |                  | Banquier à Lille, propriétaire de fermes et sucreries à Guizancourt (Aisne)                              |
| 1852-1877             | Zénon Rouez                           | Droite           | Fabricant de tissus, maire de Solre-le-Château                                                           |
| 1877-1883             | Georges Duponchel                     | Républicain      | Maître de verreries à Sars-Poteries                                                                      |
| 1883-1892 (démission) | Gustave de Robaulx de Beaurieux       | Droite           | Ancien zouave pontifical Maire de Beaurieux                                                              |
| 1892-1919             | Adolphe-Félix Goulard                 | Républicain-Rad. | Docteur en médecine à Solre-le-Château                                                                   |
| 1919-1937             | Henri Grard                           | RG               | Industriel, conseiller municipal de Solre-le-Château                                                     |
| 1937-1940             | Etienne Bécart                        | SFIO             | Professeur, puis inspecteur général de l’Éducation nationale chef de cabinet de Léo Lagrange, Avesnelles |
|                       |                                       |                  | |
| 1943-1945             | Eugène Houssin                        |                  | Conseiller municipal de Solre-le-Château Nommé conseiller départemental en 1943                          |
|                       |                                       |                  | |
| 1945-1949             | Etienne Bécart                        | SFIO             | Chef de cabinet d'Andrée Viénot                                                                          |
| 1949-1955             | Raoul Rouge (1872-1957)               | Rad.             | Industriel, maire de Solre-le-Château                                                                    |
| 1955-1981 (décès)     | André Courtin (1908-1981)             | SFIO puis PS     | Médecin-vétérinaire Maire de Sars-Poteries (1959-1981)                                                   |
| 1982-2004             | Pierre Herbet                         | PS               | Enseignant Maire d'Hestrud                                                                               |
| 2004-2015             | Philippe Lety                         | PS               | Ingénieur, maire de Solre-le-Château                                                                     |

### Conseillers d'arrondissement (de 1833 à 1940)
| Période      | Période      | Identité                                | Étiquette | Qualité |
| ------------ | ------------ | --------------------------------------- | --------- | --- |
| 1833         | 1839 (décès) | Évrard Désiré Joseph Évrard (1771-1839) |           | Propriétaire à Aibes                                                                                        |
| 1839         | 1848         | François Louis Célestin Delebecke       |           | Notaire, maire de Solre-le-Château                                                                          |
|              |              |                                         |           | |
| 1871         |              | M. Lhomme                               |           | |
|              |              |                                         |           | |
| 1892         | 1910 (décès) | Alfred Deltour (1841-1910)              | Rad.      | Médecin, maire de Cousolre                                                                                  |
| janvier 1911 | 1940         | Prudent Louis Joseph Dhordain-Lecat     | Rad.      | Entrepreneur de travaux publics Maire de Cousolre (1912-1919 et 1927-1940)                                  |
| 1940         |              |                                         |           | Les conseils d'arrondissement ont été suspendus par la loi du 12 octobre 1940 et n'ont jamais été réactivés |

## Démographie
| 1962   | 1968   | 1975   | 1982  | 1990  | 1999  | 2006  | 2011  | 2012  |
| ------ | ------ | ------ | ----- | ----- | ----- | ----- | ----- | ----- |
| 10 741 | 10 369 | 10 173 | 9 786 | 9 292 | 9 111 | 9 120 | 9 216 | 9 232 |

### Pyramide des âges
Comparaison des pyramides des âges du Canton de Solre-le-Château et du département du Nord en 2006
| Hommes | Classe d’âge   | Femmes |
| ------ | -------------- | ------ |
| 0,1    | 90 ans et plus | 0,5    |
| 4,2    | 75 à 89 ans    | 7,4    |
| 10,8   | 60 à 74 ans    | 11,7   |
| 23     | 45 à 59 ans    | 22,2   |
| 23,4   | 30 à 44 ans    | 23     |
| 16,8   | 15 à 29 ans    | 15,2   |
| 21,7   | 0 à 14 ans     | 19,9   |

| Hommes | Classe d’âge   | Femmes |
| ------ | -------------- | ------ |
| 0,2    | 90 ans et plus | 0,8    |
| 4,3    | 75 à 89 ans    | 7,9    |
| 10,3   | 60 à 74 ans    | 11,9   |
| 19,7   | 45 à 59 ans    | 19,4   |
| 21,1   | 30 à 44 ans    | 20,1   |
| 22,6   | 15 à 29 ans    | 21     |
| 21,6   | 0 à 14 ans     | 19     |